# کوئه‌نوسور
کوئه‌نوسور (نام علمی: Kuehneosaurus) نام یک سرده از رده خزندگان است.